# Liste der Monuments historiques in Cessey-sur-Tille
Die Liste der Monuments historiques in Cessey-sur-Tille führt die Monuments historiques in der französischen Gemeinde Cessey-sur-Tille auf.

## Liste der Immobilien
| Bezeichnung          | Beschreibung           | Standort               | Kennzeichnung | Schutzstatus | Datum | Bild           |
| -------------------- | ---------------------- | ---------------------- | ------------- | ------------ | ----- | -------------- |
| Kirche St-Christophe | ab dem 12. Jahrhundert | Rue de la Louve (Lage) | PA00112171    | Inscrit      | 1974  | weitere Bilder |

## Liste der Objekte
| Bezeichnung | Beschreibung          | Standort                           | Kennzeichnung | Schutzstatus | Datum | Bild |
| ----------- | --------------------- | ---------------------------------- | ------------- | ------------ | ----- | ---- |
| Glocke      | Bronze, 1624 gegossen | in der Kirche St-Christophe (Lage) | PM21003293    | Classé       | 1964  |      |